# Amityville : Darkforce
Pour les articles homonymes, voir Amityville.
Série Amityville
Amityville 1993 : Votre heure a sonné
(1992) Amityville : La Maison de poupées
(1996)
Pour plus de détails, voir Fiche technique et Distribution.
Amityville : Darkforce ou Amityville : Une nouvelle génération (Amityville: A New Generation) est un film américain réalisé par John Murlowski et sorti directement en vidéo en 1993. Il s'agit du septième opus de la saga Amityville.

## Synopsis
Artiste photographe, Keyes Terry se voit offrir un curieux miroir par un S.D.F. rencontré dans la rue. Une fois chez lui, d'étranges événements commencent à se produire et une série de morts mystérieuses lui fait prendre conscience que ce miroir est possédé par l'esprit de son défunt père, Franklin Bonner. Ce dernier avait en effet assassiné toute sa famille à coups de fusil dans la maison d'Amityville.

## Fiche technique
Sauf indication contraire, les informations mentionnées dans cette section peuvent être confirmées par la base de données cinématographiques IMDb,  présente dans la section « Liens externes ».
- Titre original : Amityville: A New Generation
- Titre français : Amityville : Darkforce ou Amityville : Une nouvelle génération
- Réalisation : John Murlowski
- Scénario : Christopher DeFaria et Antonio Toro
- Musique : Daniel Licht
- Direction artistique : Kurt Meisenbach
- Décors : Sherman Williams
- Costumes : Yvette Correa
- Photographie : Wally Pfister
- Montage : Rick Finney
- Production : Christopher DeFaria
  - Coproducteur : John G. Jones
  - Producteurs délégués : Barry Bernardi et Steve White
- Sociétés de production : A. Ninety-Three Productions
- Sociétés de distribution : Multicom Entertainment Group
- Budget : 1 500 000 $ (USD) (estimation)
- Pays d'origine :  États-Unis
- Langue originale : Anglais
- Format : couleur — 1.33 : 1 — Mono
- Genre : Epouvante-Horreur
- Durée : 91 minutes
- Date de sortie :
  - États-Unis[1] : 29 septembre 1993 (en VHS)
- Classification : R – Restricted aux USA

## Distribution
- Ross Partridge (VF : Pierre Laurent) : Keyes Terry
- Julia Nickson-Soul (VF : Virginie Ledieu) : Suki
- Lala Sloatman : Llaine
- David Naughton : Dick Cutler
- Barbara Howard : Janet Cutler
- Jack Orend : Franklin Bonner
- Richard Roundtree : Pauli
- Terry O'Quinn : Inspecteur Clark
- Robert Rusler : Ray
- Lin Shaye : Infirmière Turner
- Ralph Ahn : M. Kim
- Jon Steuer : Young Keyes
- Robert Harvey : Bronner
- Joseph Schuster : Jeune Homme
- Kim Anderson : Critique

## Commentaires
Vaguement inspiré des faits divers réels qui se déroulèrent dans la petite ville américaine d'Amityville au milieu des années 1970, cette nouvelle suite n'évoque que furtivement la célèbre maison aux fenêtres inquiétantes qui fit le succès de la saga.
Comme un certain nombre de ses prédécesseurs, ce film n'a d'ailleurs connu qu'une modeste exploitation en vidéo cassettes, puis en DVD.
Parmi les titres tardifs de la série, on notera toutefois une distribution plus ambitieuse qu'à l'accoutumée, puisqu'on reconnaît quelques noms connus du cinéma populaire: David Naughton (Le Loup-garou de Londres, Body Bags), Richard Roundtree (la série originale des Shaft), Robert Harvey (Une créature de rêve, La Revanche de Freddy, Vamp) ou Terry O'Quinn (la série originale des Le Beau-père et plus récemment à la télévision Lost : Les Disparus).
Une dernière suite allusive sera donnée à la franchise en 1994: Amityville : La Maison de poupées (Amityville: Dollhouse), de Steve White avant qu'un véritable remake du film original ne soit réalisé en 2005 par Andrew Douglas: Amityville (The Amityville Horror).